# Гостоприемник
Гостоприемник е термин в паразитологията, който описва организъм, върху когото паразитират други организми. Това е вторият нужен партньор в паразитната симбиоза, който служи за храна, а и като среда за обитаване.

## Видове гостоприемници
Гостоприемниците се разделят на три основни категории, които се определят от ролята им към развитието и съществуването на паразита.

### Облигатни гостоприемници
Това са гостоприемници, без които паразитът не може да завърши цикъла на развитие и да осигури съществуването си като вид. В зависимост от това, в коя фаза на своето развитие се използват облигатни гостоприемници, паразитите се разделят на следните подкатегории:
- Краен гостоприемник (окончателен). В него паразитът достига полова зрялост и се размножава по полов начин. За едногостоприемниковите паразити това е и единствен гостоприемник.
- Междинен гостоприемник. Това е гостоприемникът, в когото се развива част от ларвните стадии на двугостоприемникови и тригостоприемникови паразити. При отделни видове паразити се наблюдава безполово намножаване на ларвните стадии в междинния гостоприемник.
- Допълнителен гостоприемник (втори междинен гостоприемник). Това е гостоприемник, в когото протича втората фаза от ларвното развитие на даден паразит. Той е задължителен при тригостоприемниковите паразити.

Облигатните гостоприемници се подразделят условно и на още две категории в зависимост от условията на живот, в който се намират. Те се разделят на:
- Специфичен гостоприемник (типичен гостоприемник). Това е гостоприемник, където паразита намира най-благоприятни условия за живот.
- Неспецифичен гостоприемник (нетипичен гостоприемник). В него не се намират най-подходящи условия и преживяемостта не е голяма.

### Паратенични гостоприемници
Паратеничен гостоприемник е вид животно, което има екологична връзка с определена фаза от развитието на даден паразит, но не осигурява всички необходими условия за цялото му развитие. Паразитът попада и преживява в него, но не се развива или развитието е непълно. Паразитът може да съществува и без този гостоприемник, който в случая е незадължителен за завършване на биологичното му развитие. В зависимост от това дали се развива или се развива частично паратеничните гостоприемници се разделят на:
- Еупаратенични – липсва развитие.
- Парапаратенични – започва частично развитие.
- Метапаратенични – завършва частично развитие.

#### Резервоарен паратеничен гостоприемник
Резервоарният гостоприемник е паратеничен гостоприемник, който има връзка и може да предаде инвазията на негов облигатен гостоприемник. Той играе положителна роля за запазването на определени паразити и са природен източник за инвазирането на облигатните гостоприемници.

#### Абортивен паратеничен гостоприемник
Това е паратеничен гостоприемник, който изхвърля попадналите в него паразити или в стадия, в който ги е погълнал, или когато са започнали своето развитие, без да може да ги предаде на облигатен гостоприемник поради липсата на необходимата екологична връзка.

#### Каптивен паратеничен гостоприемник
Това е вид паратеничен гостоприемник, в когото ларвната форма на даден паразит попада без да може да бъде предаден на облигатен гостоприемник. Причина за това е липсата на екологична връзка с облигатния гостоприемник.

## Потенциален гостоприемник
Това са животни, които в една или друга степен са благоприятна среда за развитието на даден паразит, но той не може по естествен път да попадне в тях, защото липсва екологична връзка.